# Tjänsteanteckning
En tjänsteanteckning är en skriftlig och daterad anteckning som en tjänsteman gör hos en myndighet eller kommun. I en tjänsteanteckning dokumenterar tjänstemannen iakttagelser, muntlig information, diskussionsresultat eller överenskommelser.  Syftet är bland annat att uppfylla kraven i den svenska förvaltningslagens 27 § om att muntliga uppgifter som har betydelse för ett ärende ska antecknas. En tjänsteanteckning diarieförs i regel.